# Limonium lowei
Limonium lowei é uma espécie de planta com flor pertencente à família Plumbaginaceae. 
A autoridade científica da espécie é R.Jardim, M.Seq., Capelo, J.C.Costa & Rivas Mart., tendo sido publicada em Silva Lusitana 15(2): 277. 2007.

## Portugal
Trata-se de uma espécie presente no território português, nomeadamente no Arquipélago da Madeira.
Em termos de naturalidade é endémica da região atrás referida.

## Protecção
Não se encontra protegida por legislação portuguesa ou da Comunidade Europeia.